# مان إيزاوا
مان إيزاوا (باليابانية: 井沢満) هو فنان قصص مصورة وكاتب سيناريو ياباني، ولد في 6 أغسطس 1945 في أويتا في اليابان.

## وصلات خارجية
- مان إيزاوا على موقع IMDb (الإنجليزية)
- مان إيزاوا على موقع ميوزك برينز (الإنجليزية)